# 1992年ウィンザー城火災

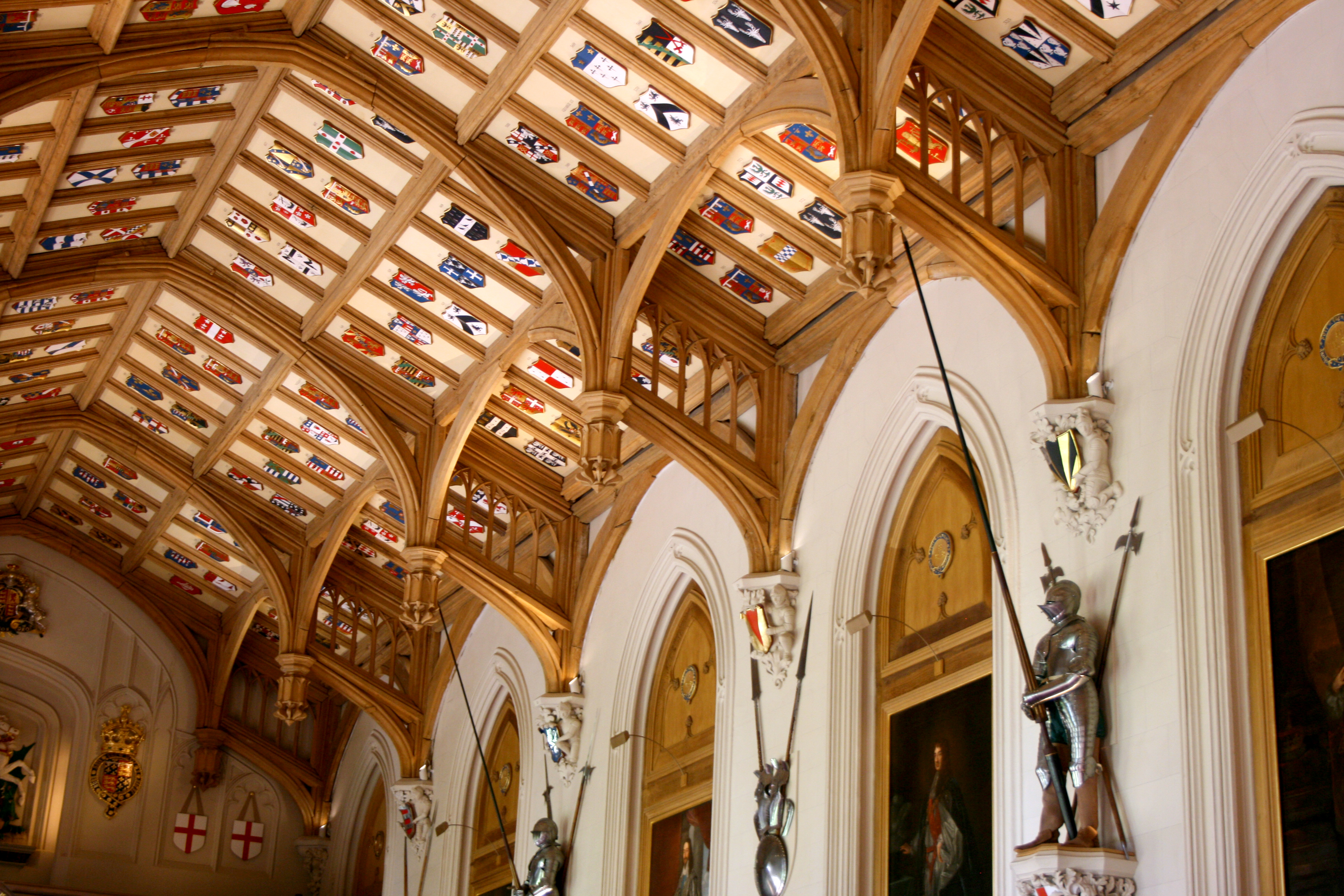
1997年に完成したセント・ジョージズ・ホールのジャイルズ・ダウンズの新しい屋根

1992年ウィンザー城火災（英語: 1992 Windsor Castle fire）は、居住者がいる城として最大であり、女王エリザベス2世の官邸の1つであるウィンザー城で、1992年11月20日に発生した火災である。ウィンザー城は火災で甚大な被害を受け、数年かかって3650万ポンドで完全に修復された。修復計画は保護建築会社のドナルド・インソール・アソシエイツによって指揮された。火災の結果として、女王の収入からの納税、および復旧代金の補填のため女王のもう1つの官邸であるバッキンガム宮殿の一般公開が始まった。

## 火災の時系列

### 初期段階

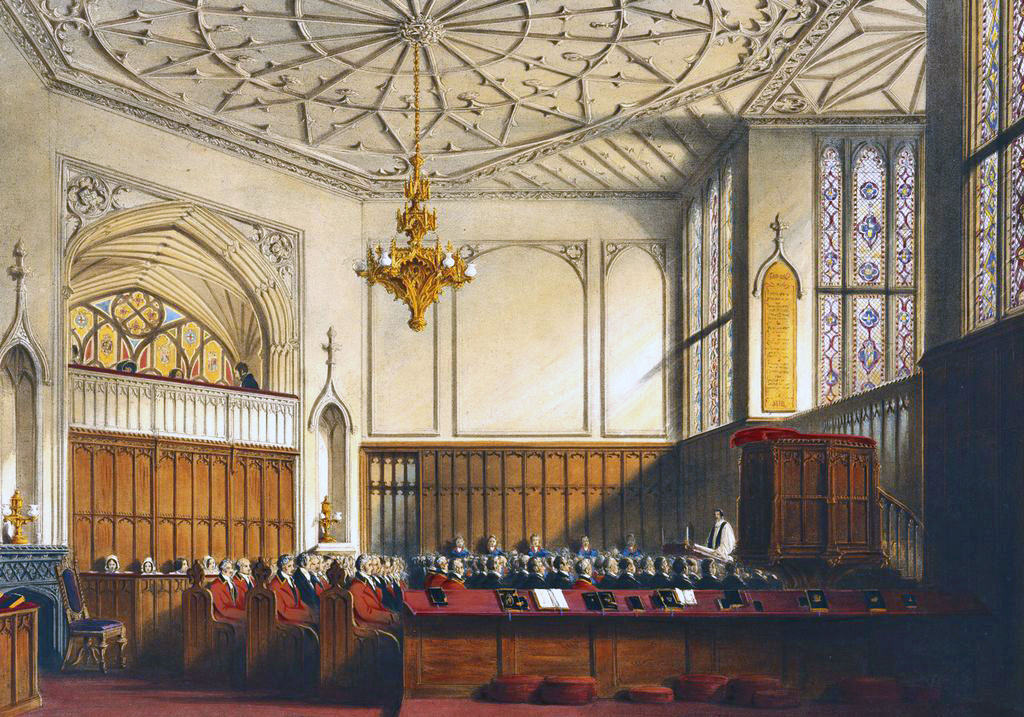
ジョセフ・ナッシュによる専用礼拝堂の1848年のスケッチ

火災は朝の11時15分、女王の専用礼拝堂にあったカーテンが押しつけられたスポットライトにより発火したことに端を発する。王室の職員たちは芸術作品を調査するために当時礼拝堂にいた。消防部長が受け持っていた城の消防隊の監視室で火災報知器が作動した。火災の場所は城のグリッドマップの点灯によって明らかになった。最初はブランスウィック塔を示すランプが点灯したが、隣の部屋に火災が広がったことを示すランプもすぐに点滅し始めた。
公式諸間（State Apartment）の大部分はすぐに燃え上がった。近くの部屋で働いている建築請負業者は、消火器を使用して火災に取り組もうと試みた。その場に居合わせた人々は大急ぎで礼拝堂から絵画を避難させ始めたが、強烈な熱と雨のように降ってくる火の粉により11時32分には避難せざるをえなくなった。長さ30フィート（9メートル）あったカーテンはついに床に落ち、なおも燃え続けた。
11時36分に消防部長はレディング消防署の管制室へ警報を発するスイッチを押した。そして城の公衆火災警報器を作動させ、ロイヤル・バークシャー消防救助隊への直通電話で「こちらはウィンザー城です。専用礼拝堂で火災が発生しました。手はず通りに中庭に来てください。」と伝えた。
ウィンザー城には当時まだ20名からなる自衛消防隊が設置されており、その内6人は常勤だった。彼らの本拠地である城の2マイル南の厩舎にはランドローバーとポンプ車が装備されており、11時41分に火災現場に到着した。消防救助隊からの消防車も11時44分に到着した。11時56分までには17台のポンプ車が火災現場に集まることとなった。城の職員、建築請負業者、女王の息子アンドルー王子を巻き込んだ家具と芸術作品を守る作業を、火災のすぐ近傍にある部屋で始めた。

### 火災の進行
12時12分には累計20台、12時20分までには35台の消防車が到着し、加えてバークシャーだけでなくロンドン、バッキンガムシャー、サリーとオックスフォードシャーからあわせて200人以上の消防士が到着した。消防最高責任者が休暇で国外にいたため火災の指揮本部長は副部長がつとめた。
12時20分までに、火災は公式諸間の中で最も大きい、宴会場のセント・ジョージズ・ホールに広がった。合計39台の消防車と225人の消防士が消火に参加した。ホースは火災付近の建物の全ての階に向けられた。消防車30台が集まる規模の火災は、1973年以来大ロンドン全体でたった1回だけである。
13時30分には、（中庭の東側のセント・ジョージズ・ホールの突き当りにある）緑の応接室の南の壁と、豪華な廊下に繋がっているチェスター塔の北西の角に防火帯が構築された。この時間になると火は鎮まり始めたが、公式諸間の屋根は崩れ始めた。
15時30分にブランスウィック塔の床が崩落した。煙の中で3名の消防士が一時的に行方不明となったため消防隊は極短期の撤退を余儀無くされた。屋根の一部の崩落時にも、1名が一時的に行方不明となりもう一度撤退が行われた。
16時15分、ブランスウィック塔において再出火が確認された。夜までには火は塔に残るのみとなった。18時30分には塔は最高50フィート（15メートル）の高さの炎に飲まれた。
19時、セント・ジョージズ・ホールの屋根がとうとう崩落した。
20時までに9時間燃えていた火災はほぼ消火されたが、最終的な鎮火まではもう3時間かかった。
23時までに主要な火災は消火され、2時30分までに二次火災は全て消火された。局所的な火は発生から約15時間後の早朝まで残った。8台の消防車と60人の消防士により数日間警戒が続けられた。火の回りが急速だった理由は、屋根内部の空洞である。主水道管、貯水消火栓、水泳プール、池や近くのテムズ川から引かれたあわせて150万ガロン （700万リットル）の水が消火のために消費された。

## 英国王室
出火当時、アンドルー王子はキャンバリー陸軍大学校の学科の一環で研究を行うために、中庭を隔てて公式諸間の向かいにある厩舎におり、女王はアンドルー王子からの電話の呼び出しで火災について知ることとなった。女王は15時に到着し、1時間城に滞在した。アンドルー王子は報道記者に対し、女王は困惑しており、チャールズ王子（のちのチャールズ3世）は夕方に城を訪れたと手短に伝えた。女王は次の日の朝再び戻り、被害を詳しく調べた。
11月24日のギルドホールでのスピーチにおいて、女王は1992年を評してラテン語の言いまわしで「ひどい年」という意味のアナス・ホリビリスという言葉を残している。

## 回収作業
直接消火活動に従事した数百人の消防士のほかにも、城の消防隊と有志の回収隊は、職員と城出入りの商人の助力を受けながら、ウォータールーの間などの危険にさらされた区画から、長さ150フィート (46 m)の机や120フィート (37 m)のカーペットを初めとする家具や芸術作品を城の乗馬学校へ避難させた。王室図書館からは300個の時計、細密画コレクション、何千冊という高価な本や歴史的な文書、過去の傑作絵画が避難させられ、大変な作業となった。消防士の指示で重い箱とテーブルは置き去りにされた。他の全ての品物は北側テラスと中庭の巨大な防水布のシートの上に置かれ、警察が広くロンドン近郊州中から呼び寄せた何十台もの引っ越しトラックにより城の他の部分へ運ばれた。
エアリー伯爵デイヴィッド・オグルヴィを初めとする王室関係者はこの作業を手伝った。英国王立所蔵品協会はサー・ジェフリー・ド・ベレーグ、絵画鑑定係クリストファー・ロイド、王室所蔵芸術作品副鑑定係ヒュー・ロバート、版画室の管理者ロバーツ夫人と司書のオリバー・エヴァレットらを初めとして特に精力的に活動した。近衛騎兵団は近くのコンバーメア兵舎から駆け付け、第一連隊の約100人の将兵が嵩張る品物の運搬に欠かせない戦力として活躍した。総計では125人の城職員、100人の軍職員、20人のクラウンエステート職員が財産救出作業に参加した。
重傷者や死者はでなかった。専用礼拝堂の装飾工ディーン・ランズデールは3つか4つの絵画の回収したが、取り外し時に手を火傷を負った。彼は王室付の治療所に行き、そのすぐあとで病院に移った。王室広報官によれば、メディアで報じられたような女王の絵画の鑑定士クリストファー・ロイド (美術史家)が心臓発作を起こしたという事実はないという。5人の消防士が軽傷により病院へ搬送された。

## 城への被害範囲

### 構造の被害
主要損害は城の建材にあった。セント・ジョージズ・ホールのつり天井と床下の石炭運搬用の空間は火災が広がる原因となった。火災はチェスター塔のところまで燃えた。いくつかの天井は崩壊した。部屋は燃えた。部屋は濃赤色の客間（全焼した）、緑の客間（煙と水で部分的に破損しただけだが、ひどい損害を受けた）と女王の専用礼拝堂（両面とも使用できる19世紀のヘンリー・ウィリスのオルガンを含む。オルガンは羽目板があるセント・ジョージズ・ホールとガラスと祭壇がある専用礼拝堂の間の通廊にあった）を含め燃えた。
セント・ジョージズ・ホールには無傷の壁が残存したが、天井は崩壊した。プリンス・オブ・ウェールズ塔にあるステイト・ダイニング・ルームと大広間は崩壊した。全部で100室が火災によって影響を受けた。小さい部屋は損害を受けたか崩壊した。そこには星の間、八角形の間、ブランスウィック塔（12フィート（3.5メートル）の瓦礫で覆われた）、コーンウォール塔、プリンス・オブ・ウェールズ塔、チェスター塔、ホルバインの間と大キッチンが含まれていた。大キッチンは漆喰の張り出し部分と中世の木材でできた箇所を失った。濃赤色の客間（プリンス・オブ・ウェールズとチェスター塔の間）の出窓の上の外壁は深刻に石灰化した。

### 詳細

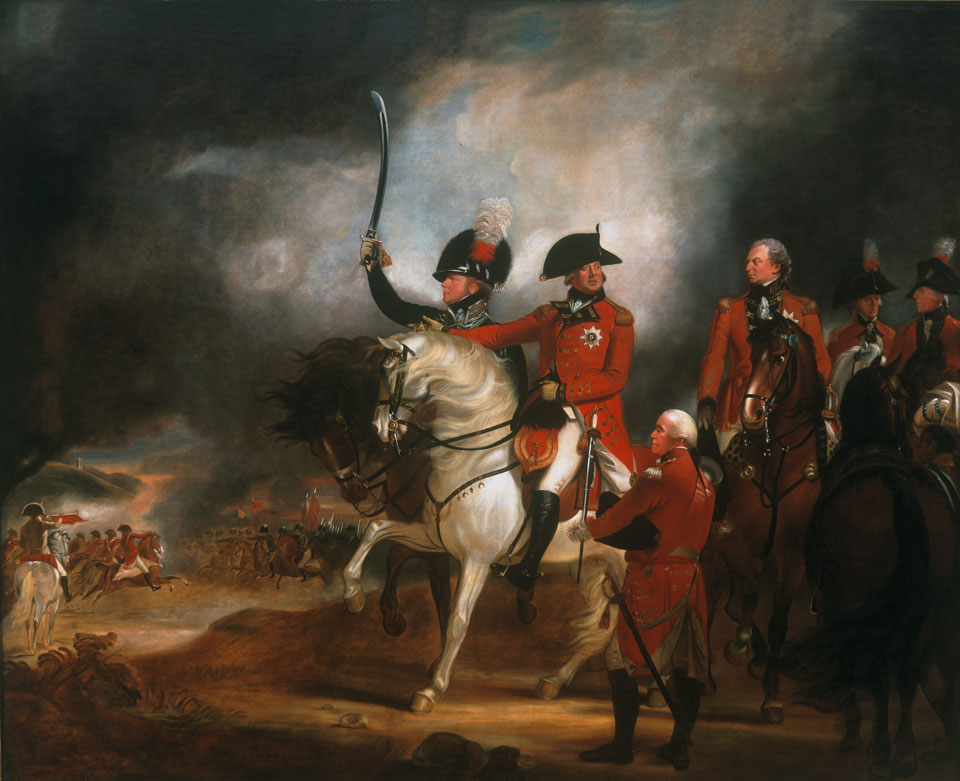
大きい絵画が火災で破損した「軍隊を調査するジョージ3世とプリンス・オブ・ウェールズ」の小さめの複写

最も深刻な損害を受けた部屋は前日に主として貴重な品物が運び出されており、数枚の絵画は巡回展覧会に貸し出し中だった。ロイヤル・コレクションからの品物では、 ウィリアム・ビーチーによる肖像画「軍隊を視察するジョージ3世とプリンス・オブ・ウェールズ」を焼失した。肖像画は13フィート（4メートル）から16フィート（5メートル）あり、撤去するには大きすぎた。モレルとセドンによる長さ18フィート（5.5メートル）の1820年代のサイドボード、磁器数点、シャンデリア数個、ウィリスのオルガンと1851年の大博覧会のアクスミンスター絨毯は部分的に燃えた。その時国家遺産の国務大臣だったピーター・ブルックは、火災を一国全体に及ぶ災難と呼んだ。

### 観光事業
観光客は火災後3日で城内に入ることを許可された。女王は2週間後に邸宅に戻った。ギャラリーとメアリー王妃のドールハウスは12月に再び公開された。全ての主要な部屋は復活祭で開かれ、再配線が終わった後公式諸間は1993年に再び開かれた。その時、セント・ジョージズ・ホールと豪華な大広間は閉じられたままだった。このように公式諸間の15の主要な部屋の内の11室は開き、2室が破壊され、もう2室はまだ長期の修復段階である。

## 修復計画

### 資金
資金は初め城の修復に6000万ポンドかかるのではないかと危ぶまれたが、最終的にかかった費用は3650万ポンド（2015年現在の6700万ポンドと同価値）だった。そして、城を乾燥させるのは10年かかるだろう。ウィンザー城のような人がいる宮殿は保険を掛けるにはあまりに価値があり、ロイヤル・コレクションの品物の損失は補償されない。修復の費用への個人的な寄付への独立基金は、1993年2月16日に女王の銀行クーツによって公表された。1993年4月29日に、一般市民が城の専用区域に入る際の料金と翌5年間バッキンガム宮殿の入館料の8ポンドを請求することにより、費用の70％は集まるだろうと公表された。女王は資産から200万ポンド負担し、1993年から所得税を払い始めることに同意した。それにより、女王は1930年代以降初めて所得税を払う最初の英国君主になった。

### 計画立案

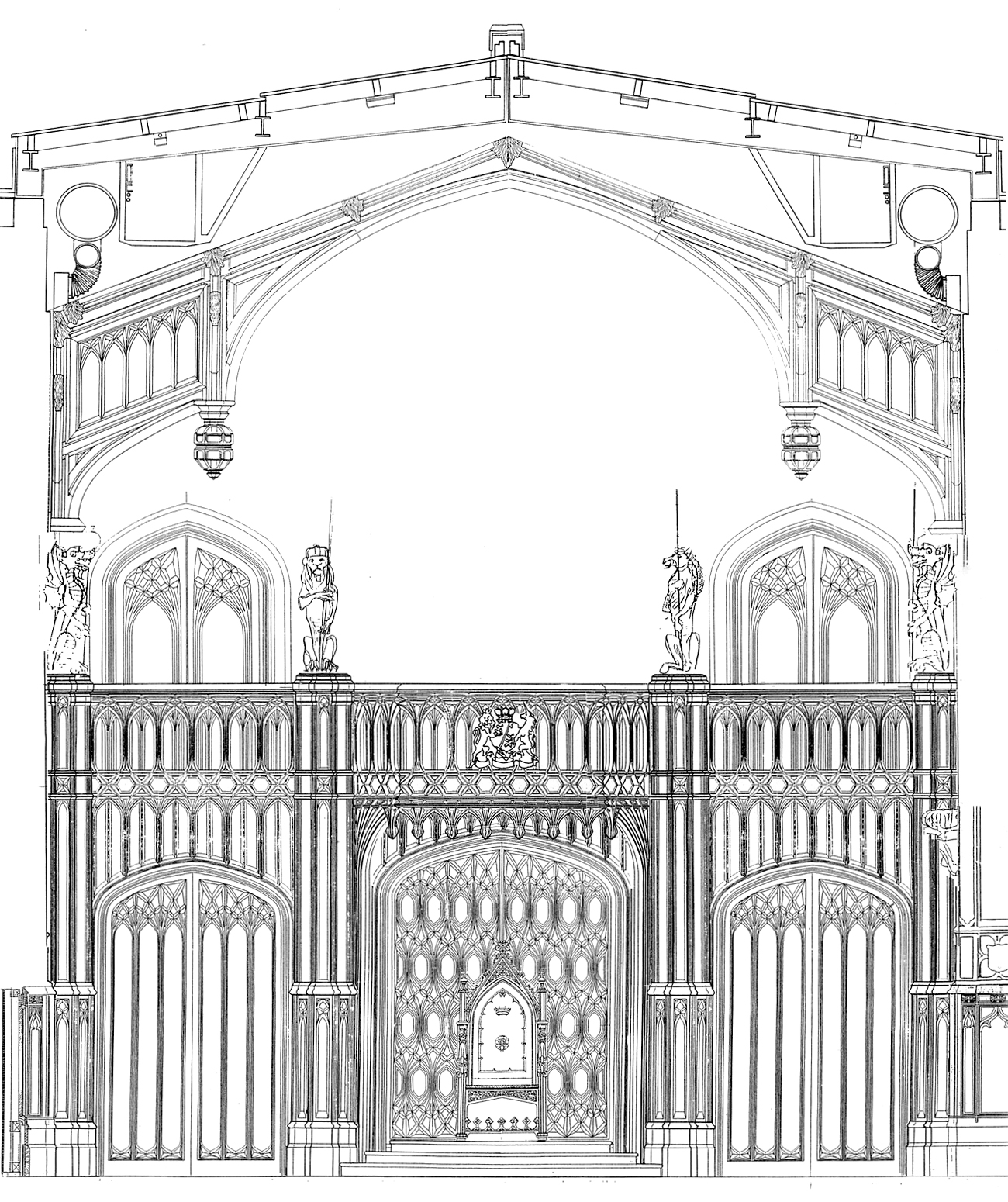
新しいセント・ジョージズ・ホールの屋根と木造部の図

1994年6月7日に修復計画の詳細が公表された。建築事務所のドナルド・インサル・アソシエイツは、修復の全体指揮を王室により任命された。事務所の担当者であるサイデル・ギブソンはセント・ジョージズ・ホールの修復と新しいランタンロビーと専用礼拝堂の設計を扱っている。公式諸間と八角形の食堂を含む損壊した部屋の半数屋は元通りに修復される予定であった。セント・ジョージズ・ホールの天井（屋根の梁を鋼で補強している）とイースト・スクリーン、専用礼拝堂、スチュアートとホルバインの部屋は新しい設計になった。しかし、女王の専用礼拝堂といくつかの近代的な部屋だけが現代式に修復された。
設計図は修復委員会に提出された。委員会の委員長はエディンバラ公フィリップで、副委員長はチャールズ王子だった。構成員には王室長官、サー・ハイデン・フィリップス（国家遺産省事務次官）、シン・ジョン・オヴ・フォーズリー男爵ノーマン・シン・ジョン＝スティーヴァス（王室美術委員長）、サー・ジョスリン・スティーブンズ（イングリッシュ・ヘリテッジの委員長）、フランク・デュフィ（イギリス建築士協会の会長）と3人の主任宮殿職員が含まれていた。
壊滅的な被害がもたらされたが、火災によって新しい建築作品は様々な機会を得た。新しい建築作品は想像力が欠如していると思った人々によって批判された。しかし建造物の歴史と残っている構造を考慮すると、新しい作品はゴシック様式にすべきだと建築家は信じていた。

### 実施
長さ19フィートで背面がシタンとオークで作られた食器棚を金色に塗ったステイト・ダイニング・ルームは、最初は19世紀にオーガスタス・ピュージンによって設計された。食堂は数枚の写真と少しの説明だけをもとにN.E.J.スティーブンソンによって再生された。
セント・ジョージズ・ホールと女王の専用礼拝堂の新しい設計図は、1995年1月24日に女王に承認された。セント・ジョージズ・ホールの新しい屋根は、建築家ジャイルズ・ダウンズによって設計された短い片持ち梁の天井の一例である。新しい礼拝堂と隣の回廊は、私室から八角形の玄関を通ってセント・ジョージズ・ホールに入る行列の道を作るために再編成された。ダウンズの新しい屋根は中年以来に建てられた最も大きい緑のオークの建造物で、ガーター勲章の紋章の要素を祝う明るい色の盾が飾られている。盾のデザインは天井に沿って、ゴシック様式を使って余計高いように錯覚を作り出すことを試みる。評論家は、ダウンズの仕事は大広間のもとの損なわれた面積の埋め合わせをするために大いに役立つと述べている。ランタンロビーにはオランダカイウを模写したアーチ型の天井を形作るオークの円柱がある。
構造の修復の第1段階は1996年5月に完成した。当初1998年の春に終わる予定だった内部設備取り付けは1997年11月17日に行われた。女王はできたばかりの修復した大広間で、計画に携わった建築家と建築業者のために宴会を開いた。